# 高峻峰級揚陸艦
高峻峰級揚陸艦（コージュンボンきゅうようりくかん、朝鮮語: 고준봉급 상륙함、英: Kojoonbong-class landing ships）は、大韓民国海軍の戦車揚陸艦の艦級。計画名はLST-I。

## 来歴
創設直後に朝鮮戦争の勃発を迎えたこともあって、当時の韓国海軍は揚陸艦を全く保有していなかった。その後、戦争の教訓もあって両用戦戦力の拡充が図られることになり、1950年代に合計22隻のLST-1級戦車揚陸艦の引き渡しを受けたが、1959年までに状態がよいもの8隻を残して除籍した。
これら8隻（雲峰級）と、同時期に引き渡されたLSM-1級中型揚陸艦12隻が草創期の韓国海軍の両用戦戦力の基幹となり、ベトナム戦争への参戦にあたっては部隊の輸送を行った。その後、これらのアメリカ製LST・LSMの老朽化に伴い、代艦として建造されたのが本級であり、1994年より就役を開始した。

## 設計
韓国タコマ造船所（現在の韓進重工業）がアリゲーター型として輸出していた設計に基づいており、HDL-4000型とも称される。
艦首を海岸に擱座（ビーチング）して兵員・車両を揚陸することを前提としている。箱型の船体の艦首部に観音開きの門扉（バウ・ドア）とその中に道板（バウ・ランプ）を設けるという点では、前任の雲峰級（旧米LST-1級）と同様である。その後方に連続した車両甲板（タンク・デッキ）は全通甲板となっており、艦尾にも道板（スターン・ランプ）が設けられている。バウ・ランプは幅4.5メートルで、伸ばすと長さ14.5メートルとなる。またスターン・ランプは幅4.9メートルで、伸ばすと長さ10.9メートルとなる。
揚陸部隊200名が乗艦できる。物資搭載量は1,800トンだが、擱座揚陸を行う際には吃水制限が課されるため、搭載量も690トンに抑えられる。車両甲板には主力戦車17両を搭載できる。前端に直径6.1メートルの転車台が設けられており、また上甲板とは長さ9メートル×幅4メートルのエレベータによって連絡されている。
艦橋構造物の両脇には、それぞれ2隻重ねでLCVP上陸用舟艇が搭載されている。また船体後部にはヘリコプター甲板が設定されているが、格納庫は備えていない。

## 同型艦
| #       | 艦名                                   | 進水        | 就役           |
| ------- | -------------------------------------- | ----------- | -------------- |
| LST-681 | 孤隼峰 (コジュンボン) ROKS Kojoonbong  | 1992年 9月  | 1994年 3月24日 |
| LST-682 | 毘盧峰 (ピロボン) ROKS Birobong        | 1996年 12月 | 1997年 12月1日 |
| LST-683 | 香炉峰 (ヒャンロボン) ROKS Hyangrobong | 1998年 10月 | 1999年 8月     |
| LST-685 | 聖人峰 (ソンインボン) ROKS Sunginbong  | 1999年 2月  | 1999年 11月    |

また韓国タコマ造船所のアリゲーター型揚陸艦は海外にも輸出されており、ベネズエラ海軍ではカパナ級として4隻が、インドネシア海軍ではテルク・セマンカ級として6隻が就役している。